# لیگ دسته دوم فوتبال ایران ۰۱–۱۴۰۰
لیگ دسته دوم فوتبال ایران ۰۱–۱۴۰۰ بیست و یکمین دوره لیگ دسته دوم فوتبال ایران است.

## تیم‌ها
فهرست زیر شامل تیم‌های حاضر در فصل ۰۱-۱۴۰۰ می‌باشد.
| - سپیدرود رشت - خیلج فارس ماهشهر - اسپاد تهران - فولاد نوین اهواز - شهرداری بندرعباس - نود ارومیه - نفت و گاز گچساران - مس نوین کرمان - ون پارس اصفهان - ایمان سبز شیراز - شهرداری نوشهر - ایرانجوان بوشهر - شهدا رزکان البرز - اورکی اسلامشهر |  | - نیروی زمینی تهران - پاس همدان - شهرداری ماهشهر - آبی پوشان تهران - گل ریحان البرز - قندی یزد - چوکای تالش - شهرداری بم - پیام توس خراسان - شهدای بابلسر - اترک بجنورد - بعثت کرمانشاه - عقاب تهران - شاهین بندر عامری |

## جدول لیگ

### گروه (۱)
| رتبه | تیم                  | بازی | برد | مساوی | باخت | گل زده | گل خورده | گل تفاضل | امتیاز | صعود یا سقوط                   |
| ---- | -------------------- | ---- | --- | ----- | ---- | ------ | -------- | -------- | ------ | ------------------------------ |
| ۱    | چوکا تالش (P)        | ۲۶   | ۱۶  | ۶     | ۴    | ۳۳     | ۱۶       | ۱۷+      | ۵۴     | صعود به لیگ آزادگان            |
| ۲    | شهرداری بندرعباس (Q) | ۲۶   | ۱۴  | ۸     | ۴    | ۳۶     | ۱۷       | ۱۹+      | ۵۰     | صعود به پلی‌آف                  |
| ۳    | شهدا رزکان البرز     | ۲۶   | ۱۲  | ۱۰    | ۴    | ۲۵     | ۱۵       | ۱۰+      | ۴۶     |                                |
| ۴    | شهید اورکی اسلامشهر  | ۲۶   | ۱۱  | ۱۱    | ۴    | ۳۲     | ۱۲       | ۲۰+      | ۴۴     |                                |
| ۵    | شهرداری ماهشهر       | ۲۶   | ۱۲  | ۶     | ۸    | ۳۲     | ۲۵       | ۷+       | ۴۲     |                                |
| ۶    | نیروی زمینی تهران    | ۲۶   | ۱۱  | ۹     | ۶    | ۲۳     | ۲۳       | ۰        | ۴۲     |                                |
| ۷    | سپیدرود رشت          | ۲۶   | ۸   | ۱۰    | ۸    | ۲۳     | ۲۲       | ۱+       | ۳۴     |                                |
| ۸    | شهدای بابلسر         | ۲۶   | ۹   | ۵     | ۱۲   | ۲۲     | ۲۷       | ۵−       | ۳۲     |                                |
| ۹    | نفت و گاز گچساران    | ۲۶   | ۶   | ۱۱    | ۹    | ۲۴     | ۲۵       | ۱−       | ۲۹     |                                |
| ۱۰   | پیام توس خراسان      | ۲۶   | ۷   | ۸     | ۱۱   | ۲۱     | ۲۶       | ۵−       | ۲۹     |                                |
| ۱۱   | شهرداری بم           | ۲۶   | ۷   | ۷     | ۱۲   | ۱۹     | ۲۳       | ۴−       | ۲۸     |                                |
| ۱۲   | بعثت کرمانشاه        | ۲۶   | ۶   | ۹     | ۱۱   | ۲۵     | ۳۱       | ۶−       | ۲۷     |                                |
| ۱۳   | آبی پوشان تهران (R)  | ۲۶   | ۵   | ۹     | ۱۲   | ۱۹     | ۲۵       | ۶−       | ۲۴     | سقوط به مرحله دوم لیگ دسته سوم |
| ۱۴   | ایرانجوان بوشهر (R)  | ۲۶   | ۱   | ۵     | ۲۰   | ۱۱     | ۵۸       | ۴۷−      | ۸      | سقوط به مرحله دوم لیگ دسته سوم |

### گروه (۲)
| رتبه | تیم                 | بازی | برد | مساوی | باخت | گل زده | گل خورده | گل تفاضل | امتیاز | صعود یا سقوط                   |
| ---- | ------------------- | ---- | --- | ----- | ---- | ------ | -------- | -------- | ------ | ------------------------------ |
| ۱    | شاهین بندرعامری (P) | ۲۶   | ۱۶  | ۶     | ۴    | ۴۲     | ۲۲       | ۲۰+      | ۵۴     | صعود به لیگ آزادگان            |
| ۲    | ون پارس اصفهان (Q)  | ۲۶   | ۱۲  | ۱۱    | ۳    | ۳۲     | ۱۵       | ۱۷+      | ۴۷     | صعود به پلی‌آف                  |
| ۳    | شهید قندی یزد       | ۲۶   | ۱۲  | ۸     | ۶    | ۳۲     | ۲۱       | ۱۱+      | ۴۴     |                                |
| ۴    | فولاد نوین اهواز    | ۲۶   | ۱۱  | ۱۰    | ۵    | ۲۴     | ۹        | ۱۵+      | ۴۳     |                                |
| ۵    | نود ارومیه          | ۲۵   | ۱۰  | ۹     | ۶    | ۲۶     | ۲۱       | ۵+       | ۳۹     |                                |
| ۶    | خلیج فارس ماهشهر    | ۲۵   | ۱۰  | ۸     | ۷    | ۲۷     | ۱۸       | ۹+       | ۳۸     |                                |
| ۷    | اسپاد تهران         | ۲۶   | ۱۰  | ۶     | ۱۰   | ۲۷     | ۲۹       | ۲−       | ۳۶     |                                |
| ۸    | مس نوین کرمان       | ۲۶   | ۹   | ۸     | ۹    | ۲۶     | ۲۳       | ۳+       | ۳۵     |                                |
| ۹    | اترک بجنورد         | ۲۶   | ۱۰  | ۴     | ۱۲   | ۲۶     | ۲۷       | ۱−       | ۳۴     |                                |
| ۱۰   | ایمان سبز شیراز     | ۲۶   | ۸   | ۸     | ۱۰   | ۱۶     | ۱۸       | ۲−       | ۳۲     |                                |
| ۱۱   | شهرداری نوشهر       | ۲۶   | ۸   | ۷     | ۱۱   | ۲۵     | ۲۴       | ۱+       | ۳۱     |                                |
| ۱۲   | پاس همدان           | ۲۶   | ۷   | ۸     | ۱۱   | ۳۱     | ۳۵       | ۴−       | ۲۹     |                                |
| ۱۳   | عقاب تهران (R)      | ۲۶   | ۵   | ۹     | ۱۲   | ۱۷     | ۲۶       | ۹−       | ۲۴     | سقوط به مرحله دوم لیگ دسته سوم |
| ۱۴   | گل ریحان البرز (R)  | ۲۶   | ۱   | ۲     | ۲۳   | ۵      | ۶۸       | ۶۳−      | ۵      | سقوط به مرحله دوم لیگ دسته سوم |

## بازی صعود
| تیم ۱          | نتیجه‌نهایی | تیم ۲            | بازی رفت | بازی برگشت |
| -------------- | ---------- | ---------------- | -------- | ---------- |
| ون پارس اصفهان | ۲-۳        | شهرداری بندرعباس | ۰-۱      | ۲-۲        |

### بازی رفت
| ون پارس اصفهان | ۰-۱ | شهرداری بندرعباس |
| -------------- | --- | ---------------- |
|                |     |                  |

- منبع: [۵]

### بازی برگشت
| شهرداری بندرعباس | ۲-۲ | ون پارس اصفهان |
| ---------------- | --- | -------------- |
|                  |     |                |

- منبع: [۶]

## فینال
| تیم ۱           | نتیجه | تیم ۲     |
| --------------- | ----- | --------- |
| شاهین بندرعامری | ۲-۱   | چوکا تالش |

### بازی فینال
| شاهین بندرعامری | ۱–۲ | چوکا تالش |
| --------------- | --- | --------- |
|                 |     |           |

- منبع: [۷]